# Didymocentrotus foveatus
Didymocentrotus foveatus là một loài bọ cánh cứng trong họ Cerambycidae.